# 류자오쉬안

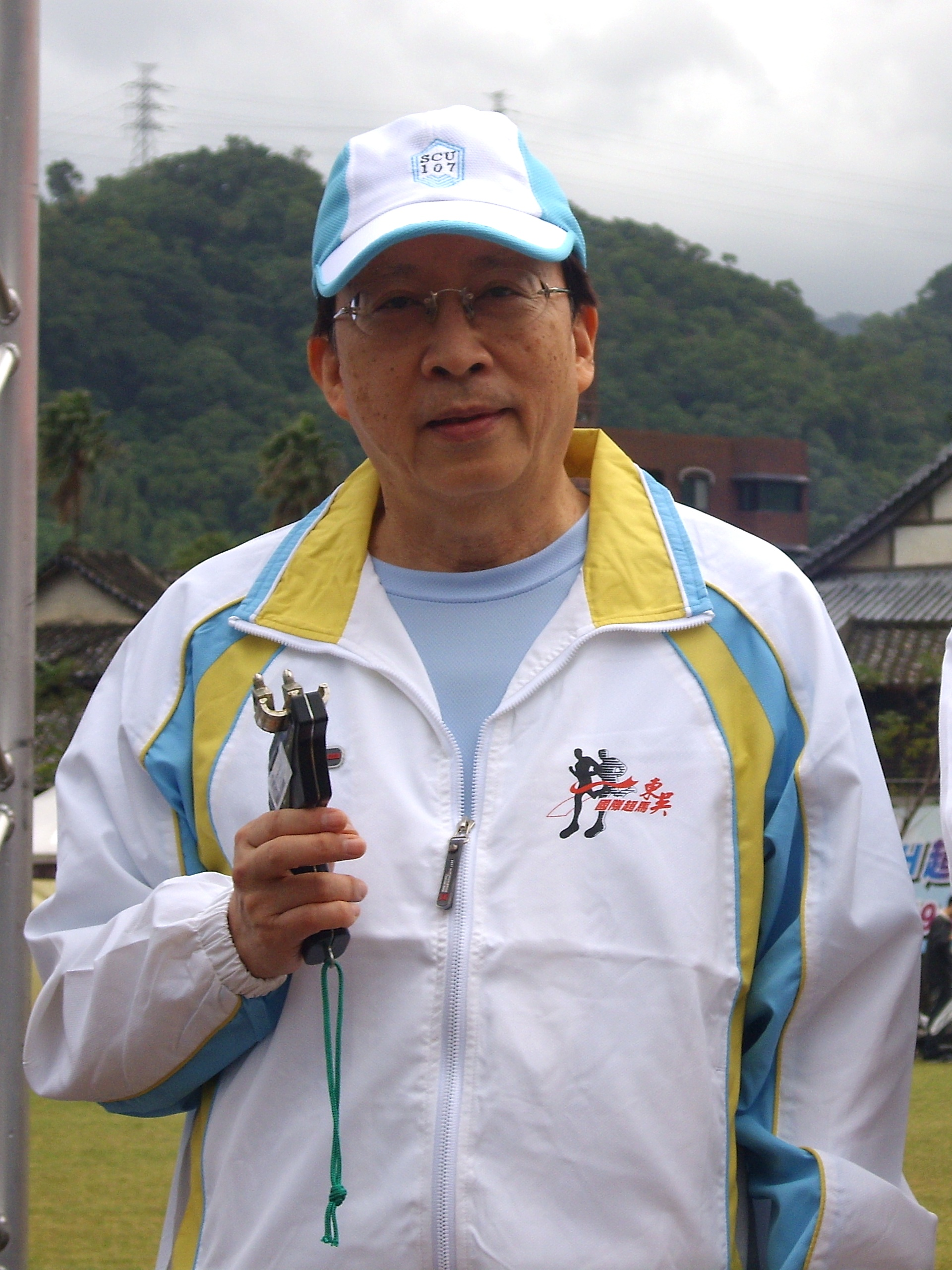
류자오쉬안

류자오쉬안(중국어: 劉兆玄, 1943년 5월 10일 ~ )은 중화민국의 정치인, 학자, 작가이다. 쓰촨성 청두시에서 출생하였다. 국부천대 이후 양친을 따라 대만으로 왔다. 국립 칭화 대학(國立清華大學), 둥우 대학(東吳大學) 총장, 중화민국 행정원부원장, 행정원장 직을 역임하였다. 현재 중화문화영속발전기금회(中華文化永續發展基金會) 회장을 역임하고 있다.
2008년 중국 국민당이 집권한 이후 마잉주 총통의 요청으로 행정원장에 부임하였다. 2009년 9월 10일 태풍 피해로 인해 행정원장직에서 사임하였다.

## 같이 보기
- 중화민국의 행정원장